# Чернетка
Turritopsis dohrnii, також відома як безсмертна медуза, — це вид невеликих, біологічно безсмертних медуз   що зустрічаються по всьому світу в помірних та тропічних водах. Це один з небагатьох відомих випадків тварин, здатних повністю повернутися до статевозрілої, колоніальної стадії після досягнення статевої зрілості як одиночні особини.
Як і більшість інших гідрозойних, T. dohrnii починає своє життя як крихітні, вільно плаваючі личинки, відомі як планули . Коли планула осідає, вона дає початок колонії поліпів, які прикріплюються до морського дна . Усі поліпи та медузи, що походять з однієї планули, є генетично ідентичними клонами.  Поліпи утворюють широко розгалужену форму, що не часто зустрічається у більшості медуз. Медузи (medusae, лат.) потім відбруньковуються від цих поліпів і продовжують своє життя у вільноплаваючій формі, зрештою досягаючи статевої зрілості. Досягнувши статевої зрілості, вони відомі тим, що активно полюють на інші види медуз. Якщо медуза T. dohrnii піддається стресу навколишнього середовища, фізичному нападу, хворіє чи старіє, вона може повернутися до стадії поліпа, утворюючи нову колонію поліпів.  Це відбувається через процес розвитку клітин – трансдиференціацію, який змінює диференційований стан клітин і перетворює їх на нові типи клітин.
Теоретично, цей процес може тривати нескінченно, фактично роблячи медузу біологічно безсмертною,   хоча на практиці особини все ще можуть померти. У природі більшість Turritopsis dohrnii, ймовірно, гинуть від хижаків або хвороб на стадії медузи, не повертаючись до форми поліпа. 
Здатність до біологічного безсмертя без максимальної тривалості життя робить T. dohrnii важливою мішенню фундаментальних досліджень у галузі біологічного старіння та фармацевтики . 
1. ↑  Bavestrello, Giorgio; Christian Sommer; Michele Sarà (1992). Bi-directional conversion in Turritopsis nutricula (Hydrozoa). Scientia Marina. 56 (2–3): 137—140.
2. 1 2  Piraino, Stefano; F. Boero; B. Aeschbach; V. Schmid (1996). Reversing the life cycle: medusae transforming into polyps and cell transdifferentiation in Turritopsis nutricula (Cnidaria, Hydrozoa). Biological Bulletin. 190 (3): 302—312. doi:10.2307/1543022. JSTOR 1543022. PMID 29227703.
3. ↑  Jellyfish and Comb Jellies | Smithsonian Ocean. ocean.si.edu (англ.). 30 квітня 2018. Процитовано 19 жовтня 2020.
4. ↑  Rich, Nathaniel (28 листопада 2012). Can a jellyfish unlock the secret of immortality?. The New York Times Magazine. Процитовано 22 жовтня 2017.
5. ↑  Gilbert, Scott F. (2006). Cheating Death: The Immortal Life Cycle of Turritopsis. Архів оригіналу за 2 квітня 2010. Процитовано 22 березня 2009.
6. ↑  Dimberu, Peniel M. (25 квітня 2011). Immortal Jellyfish Provides Clues for Regenerative Medicine. Singularity Hub. Процитовано 26 жовтня 2011.